# Klára Rajnai
Klára Rajnai (21 novembre 1953) è un'ex canoista ungherese.

## Palmarès

### Olimpiadi
- 2 medaglie:
  - 1 argento (Montréal 1976 nel K-2 500 m)
  - 1 bronzo (Montréal 1976 nel K-1 500 m)

### Mondiali
- 2 medaglie:
  - 2 bronzi (Belgrado 1975 nel K-4 500 m; Duisburg 1979 nel K-1 500 m)